# Fabio Cerutti
Fabio Cerutti (né le 26 septembre 1985 à Turin) est un athlète italien, spécialiste du sprint. Il mesure 1,88 m pour 70 kg et appartient au club des Fiamme Gialle.

## Carrière sportive
Le 12 juillet 2007, il a réalisé 10 secondes 29 à Debrecen, aux Championnats d'Europe espoirs où il a terminé, finalement, 4e. Le 11 août, il a renouvelé cette performance, au centième près, à Wattenscheid. Il améliore ce résultat avec 10 s 13 (-0.10) à Cagliari en juillet 2008.
Il a été finaliste aux Championnats d'Europe d'athlétisme en salle 2007.

Il remporte la médaille d'argent aux Championnats d'Europe d'athlétisme en salle 2009 à Turin avec le temps de 6 s 56.
En août 2009, il concourt aux championnats du monde 2009 à Berlin et se qualifie pour les quarts de finale du 100 m. Il échoue cependant à ce stade le 15 août en terminant 7e de sa série, dans laquelle figuraient notamment Tyson Gay, Michael Frater et Jaysuma Saidy Ndure dans un temps de 10 s 37 (+0,1 m/s). En juin 2012, il réalise 10 s 24, ce qui lui permet de se qualifier pour l'épreuve individuelle du 100 m lors des Championnats d'Europe d'athlétisme 2012 à Helsinki. Le 7 juillet 2012, à Bressanone, il remporte le titre italien en 10 s 43 avec un vent défavorable. Le 27 juillet 2013, il est battu d'un centième par Delmas Obou pour le titre de champion d'Italie à l'Arena Civica.
Lors des Relais mondiaux 2015, il fait partie de l'équipe italienne qui établit un temps de 38 s 84 avec Eseosa Desalu, Diego Marani et Delmas Obou.
Le 25 juillet 2015, il remporte son 4e titre national italien sur 100 m dans sa ville natale en 10 s 31, 1/100e devant l'espoir Giovanni Galbieri.

## Palmarès
- Championnats d'Europe d'athlétisme en salle 2009 à Turin :
  -  Médaille d'argent du 60 m
- Championnats d'Europe d'athlétisme par équipes 2009 à Leiria ( Portugal)
  -  au relais 4 × 100 m en 38 s 77